# La Peyratte
La Peyratte ist ein Ort und eine westfranzösische Gemeinde mit 1.113 Einwohnern (Stand 1. Januar 2022) im Département Deux-Sèvres in der Region Nouvelle-Aquitaine. Die Gemeinde besteht aus zahlreichen Weilern (hameaux) und Einzelgehöften.

## Lage
Der Ort La Peyratte liegt in einer Höhe von ca. 150 m ü. d. M. am Ostufer des Flusses Thouet etwa 53 Kilometer nordwestlich von Poitiers bzw. etwa 82 Kilometer (Fahrtstrecke) südlich von Saumur. Der Hauptort des Arrondissements, Parthenay, befindet sich etwa elf Kilometer in südwestlicher Richtung; 21 Kilometer nördlich von La Peyratte liegt der sehenswerte Ort Airvault.

## Bevölkerungsentwicklung
| Jahr      | 1800 | 1851 | 1901 | 1954 | 1999 | 2013 |
| Einwohner | 881  | 1322 | 1361 | 1194 | 1080 | 1143 |

Die Bevölkerung der Gemeinde ist trotz der Reblauskrise im Weinbau und dem Verlust von Arbeitsplätzen infolge der Mechanisierung der Landwirtschaft im Wesentlichen konstant geblieben.

## Wirtschaft
La Peyratte diente lange Zeit den landwirtschaftlich geprägten Weilern (hameaux) in der Umgebung als Handwerks-, Handels- und Dienstleistungszentrum. Im Mittelalter und in der Neuzeit gab es auf dem Gebiet der heutigen Gemeinde mehrere mit Wasserkraft betriebene Mühlen. Seit dem ausgehenden Mittelalter wurde der Weinbau forciert. Heute wird auf den fetten Wiesen der wasserreichen Umgebung überwiegend Viehzucht (Rinder und Schafe) betrieben. Außerdem befindet sich auf dem Gemeindegebiet sich ein Steinbruch, in welchem hauptsächlich Schottersteine für den Straßenbau abgebaut werden.

## Geschichte
Der Ortsname wird erstmals in einer Urkunde aus dem Jahre 1039 erwähnt, als der Grundherr (seigneur) von Parthenay der Abtei von Saint-Jean-d’Angély Landbesitz übertrug. Im Jahre 1070 gelangten die Besitzungen in die Verfügungsgewalt der Abtei Sainte-Croix in Talmont. Um 1120 wird ein Priorat eingerichtet; in den Folgejahren entstehen der Mönchstrakt mit Kreuzgang und Klausurbereich sowie die Prioratskirche.

## Sehenswürdigkeiten

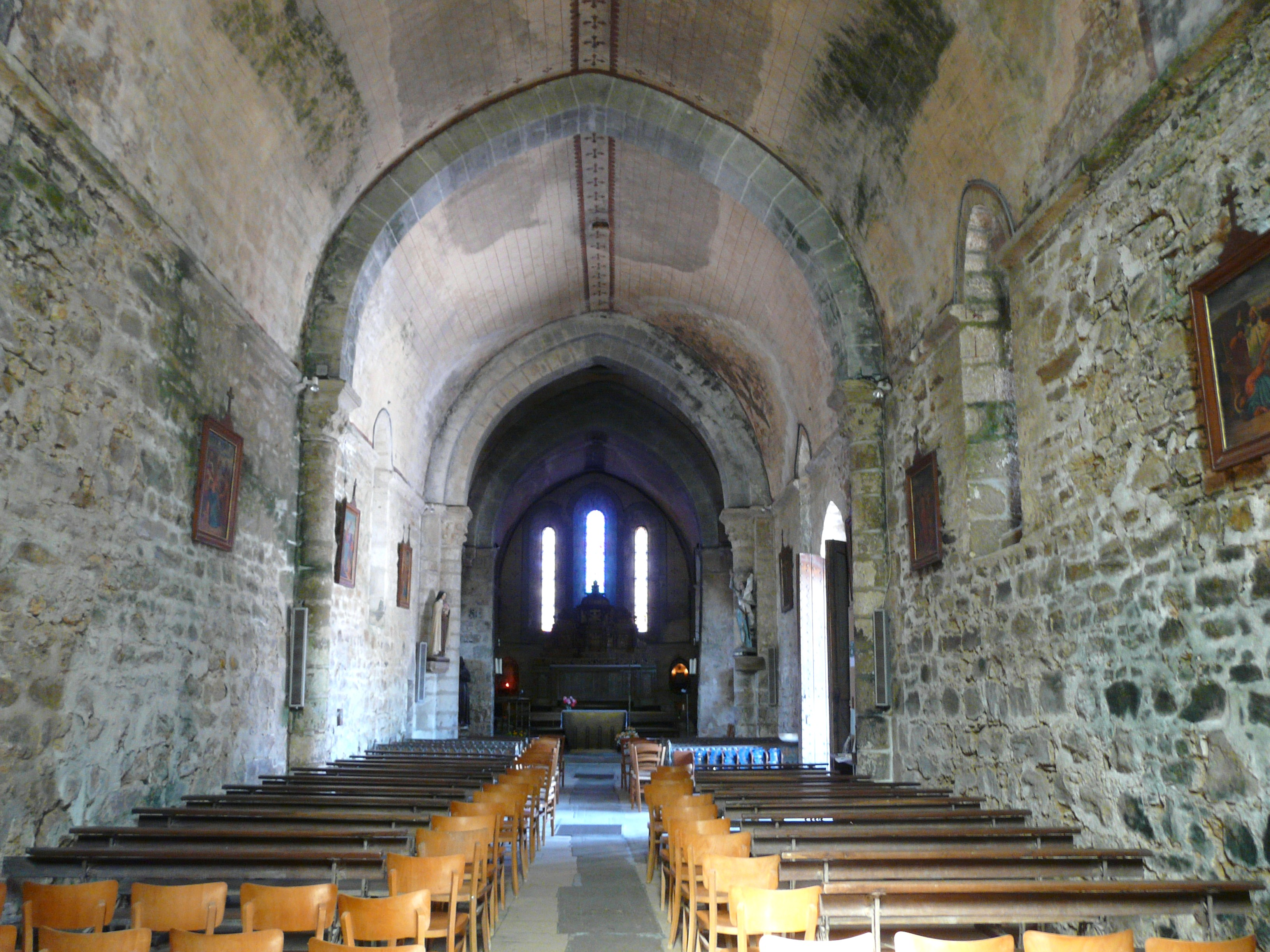
Ehemalige Prioratskirche Notre-Dame

- Die ehemalige Prioratskirche und heutige Pfarrkirche Notre-Dame ist ein eher unscheinbarer Bau aus dem beginnenden 12. Jahrhundert, dem im 14. oder 15. Jahrhundert ein eingeschossiger Vierungsturm mit insgesamt acht Schallöffnungen aufgesetzt wurde. Zusätzlich zum schmucklosen Westportal hat die Kirche noch ein weiteres – etwas aufwendiger gestaltetes – Portal auf der Südseite, welches ehemals den direkten Zugang der Mönche vom Klausurbereich zur Kirche bildete. Das einschiffige, dreijochige Kirchenschiff ist mit einer Spitztonne gewölbt und von Gurtbögen unterzogen; unterhalb des Vierungsturms befindet sich ein achtteiliges Rippengewölbe. Im Osten schließt die Kirche ab mit einem geraden Chorschluss mit drei lanzettförmigen Fenstern, von denen das mittlere etwas höher und breiter ist als die beiden seitlichen. Die Wände des Raumes sind steinsichtig belassen, wohingegen das Gewölbe verputzt und mit Fugenmalereien versehen ist. Die Kirche ist seit 1913 als Monument historique[2] klassifiziert.

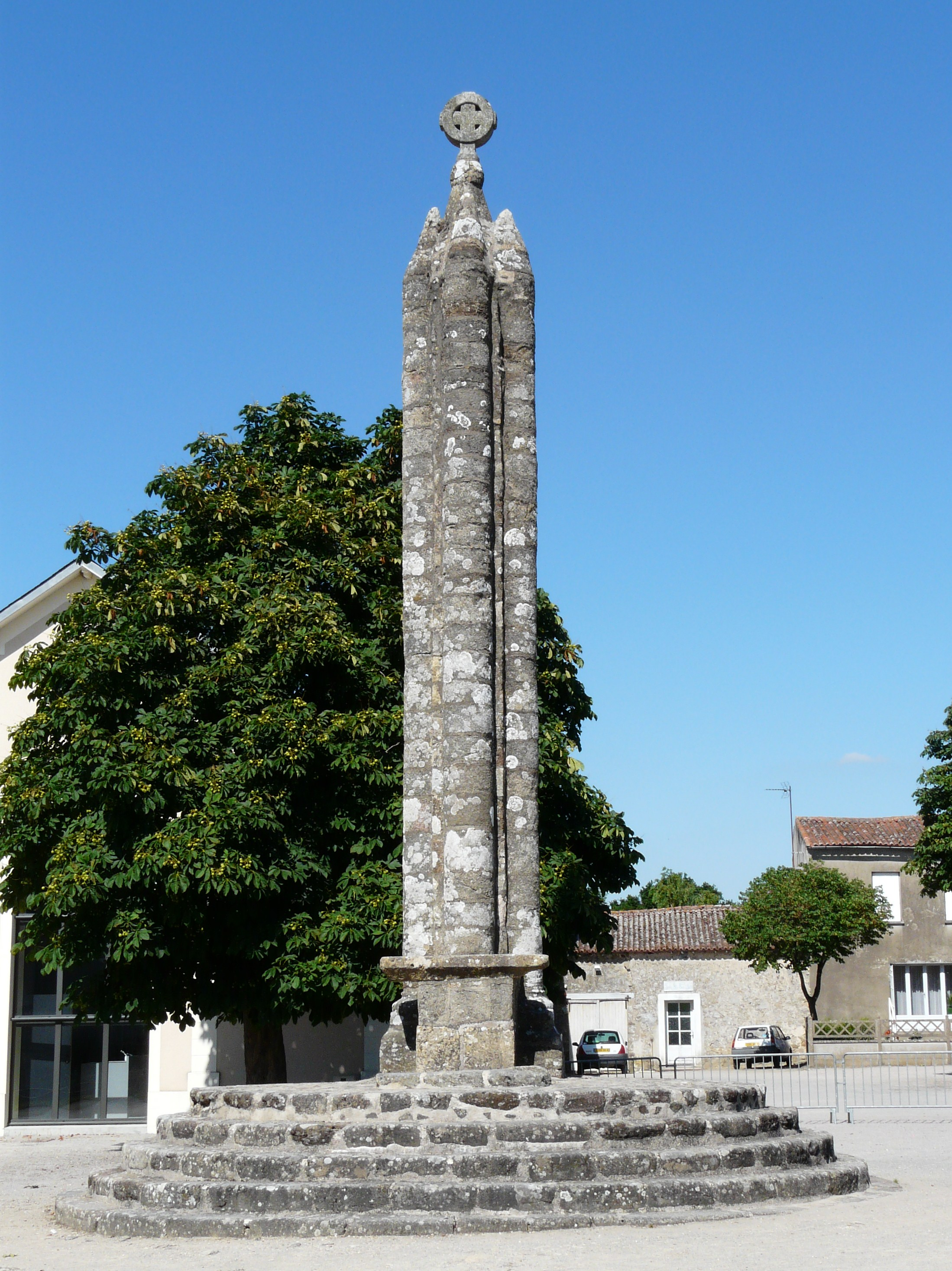
Hosianna-Kreuz

- In der Ortsmitte steht auf einem konzentrischen treppenartigen Unterbau ein sogenanntes Hosianna-Kreuz (croix hosannière), das möglicherweise noch aus dem 12. oder 13. Jahrhundert stammt. Es besticht durch seinen achtteiligen Schaft, dessen vier große Runddienste in kegelförmigen Spitzen enden während die vier deutlich kleineren Dienste an ihrem oberen Ende leicht abgeschrägt sind und im Schaft aufgehen. Das Monument wird bekrönt von einem nimbierten griechischen Kreuz mit vier gleich langen Schenkeln. Bereits seit dem Jahr 1890 ist es als Monument historique anerkannt.[3]
- Außerhalb von La Peyratte liegt das Château de Payré, ein Bau aus dem 14. bis 16. Jahrhundert; es steht seit 1986 in Teilen unter Denkmalschutz und ist als Monument historique eingestuft.[4] Das Schloss befindet sich in Privatbesitz und ist nicht zu besichtigen.
- Ein Hochofen (haut fournaux) aus dem 17. bis 19. Jahrhundert zum Schmelzen von Eisen steht ebenfalls unter Denkmalschutz und ist heute in ein Restaurant integriert.
- Eine andere – halbrund gewölbte – Ofenkammer war Teil einer Ziegelbrennerei (tuilerie).